# VISA (вимірювання)
VISA (англ. Virtual Instrument Software Architecture) — інтелектуальне ПЗ інструментального введення/виведення для VXI.
VISA був розроблений компанією National Instruments в середині 1990-х для автоматизації вимірювань за допомогою так званих «віртуальних приладів» (VI).
При розробці VISA переслідувалися наступні цілі:
- створити єдиний, зручний у застосуванні набір функцій управління вводом/виводом :
  - незалежний від типу вимірювального приладу
  - незалежний від типу інтерфейсу
  - незалежний від операційної системи
  - незалежний від мови програмування
  - незалежний від мережевого механізму
- прозорим чином узгодити однопроцесорні, багатопроцесорні і повністю розподілені системні архітектури
- забезпечити можливість плавного його застосування для вже наявного обладнання
- забезпечити можливість переходу від нерозподілених систем до розподілених.